# Tokiwśke
Tokiwśke (ukr. Токівське) – osiedle na Ukrainie, w obwodzie dniepropetrowskim, w rejonie krzyworoskim, w hromadzie Hrusziwka. W 2001 liczyło 1699 mieszkańców, spośród których 1584 wskazało jako ojczysty język ukraiński, 113 rosyjski, a 2 inny.